# Зейн-оль-Абедин Мерагеи
Зейн-оль-Абедин Мерагеи (также Зайн ал-Абидин Марагаи; 1838, Мераге — 1910, Стамбул) — азербайджанский писатель-просветитель и политический деятель, сторонник конституционных реформ. Иногда называется первым иранским романистом. По национальности был азербайджанцем.
Родился в Мераге (иранский Восточный Азербайджан) в семье купца, связанного торговыми отношениями с Российской империей. Получив среднее образование, с 16 лет работал с отцом, вместе с братом занимался торговлей сначала в Тифлисе (по протекции персидского консула), затем в Ялте. Всего прожил в России порядка 20 лет, впоследствии эмигрировал и жил в Каире и затем в Стамбуле, где занимался политической журналистикой, критикуя шахский режим.
Наиболее известным его произведением является роман «Дневник путешествия Ибрахимбека» (тома 1—3, 1905—1908, на русский язык переведён в 1963 году), написанный в манере критического реализма и содержащий жёсткую критику разнообразных сторон жизни иранского общества конца XIX века, в том числе духовенства. В Иране роман был опубликован лишь в 1965 году, хотя до этого времени выдержал множество изданий, будучи выпущен не только в СССР, но и в Стамбуле, Калькутте, Каире.